# Mischocyttarus vaqueroi
Mischocyttarus vaqueroi är en getingart som beskrevs av Zikan 1949. Mischocyttarus vaqueroi ingår i släktet Mischocyttarus och familjen getingar. Inga underarter finns listade i Catalogue of Life.